# Au 31 du mois d'août
Ne doit pas être confondu avec Le 31 du mois d'août.
Au 31 du mois d’août est un chant de marins français, écrit au XIXe siècle et inspiré de la prise du Kent (Trois-mâts Indiaman britannique de 1200 tonneaux) par le corsaire Robert Surcouf et son équipage à bord de La Confiance (petite corvette française de 490 tonneaux). 

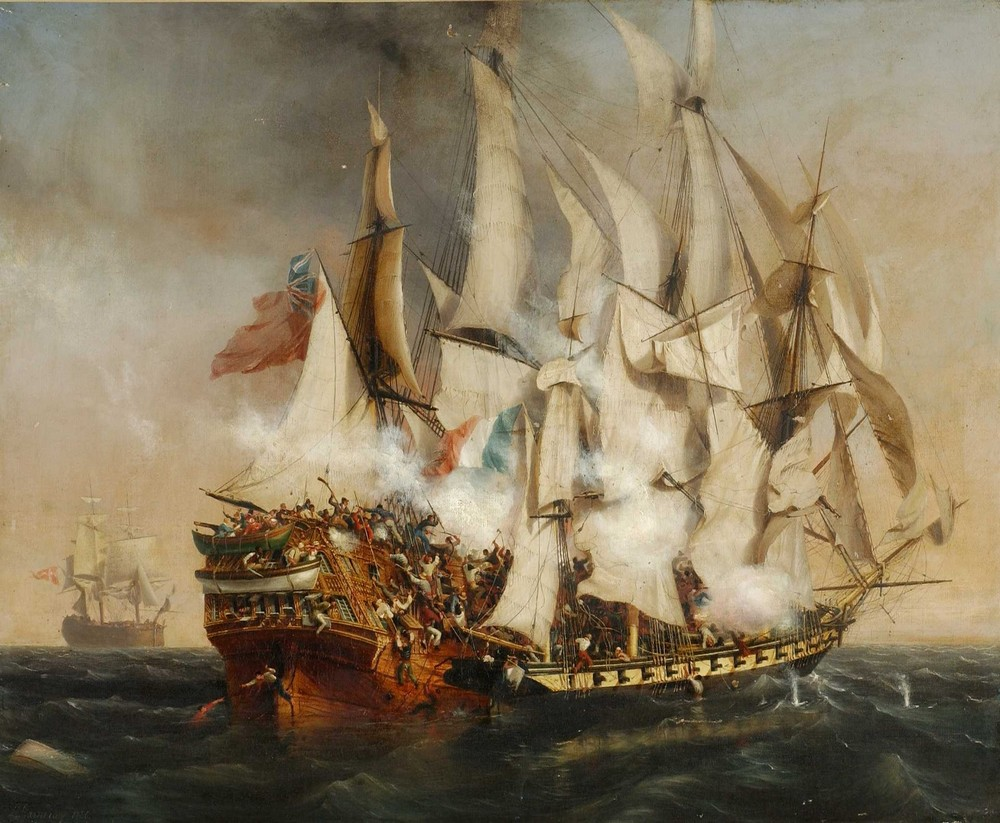
Le combat entre le Kent et La Confiance, par Ambroise Louis Garneray (présent lors de la bataille en 1800).

Bien qu'inspirée de l'événement historique, les dates, lieux et taille des navires évoqués dans la chanson sont différents de l'histoire originale. Les paroles, empreintes de l'univers maritime, célèbrent la victoire française face aux Britanniques.

## Événement historique

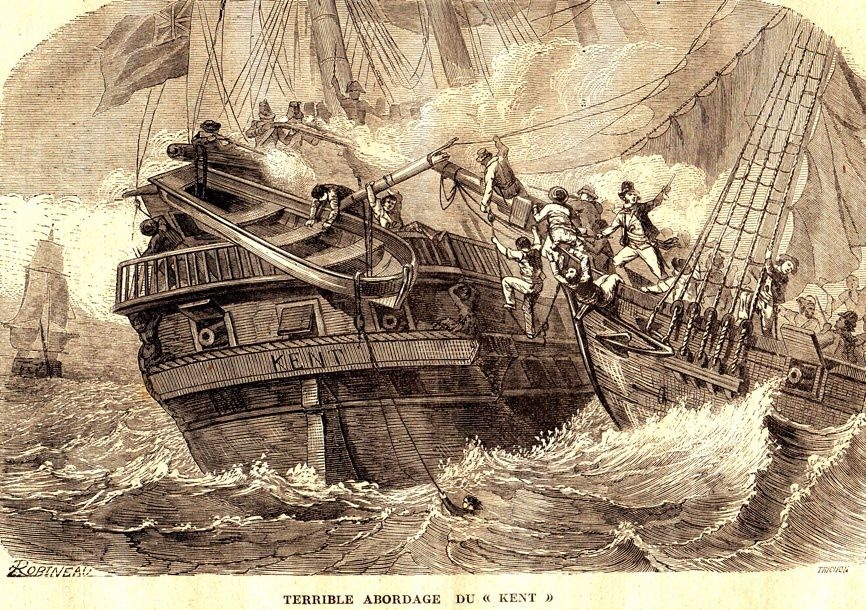
Gravure montrant le Terrible abordage du « Kent » par Alexandre-Auguste Robineau.

Le Kent, commandé par Robert Rivington quitte Torbay (Angleterre) le 3 mai 1800 pour Salvador (Brésil) où il embarque 300 personnes, dont des troupes et des passagers ainsi que les survivants du Queen, navire parti de Torbay le même jour que le Kent et détruit dans un incendie. 
Cet abordage placé par la chanson un 31 août au large de Bordeaux a lieu en réalité le 7 octobre 1800 près de l'embouchure du Gange, dans le golfe du Bengale en Asie,. 
Le 7 octobre, le Kent croise la corvette corsaire française La Confiance, sous le commandement de Robert Surcouf près de l'embouchure du Gange. À bord du Kent se trouvent 437 personnes dont 100 soldats. Surcouf réussit à aborder le navire britannique, pourtant beaucoup plus grand, et à s'en emparer. Les Britanniques ont 14 hommes tués et 44 blessés, tandis que les Français ne perdent que 5 hommes pour une dizaine de blessés.

## Construction
Bien que les lieux et dates soient différents, la prise du Kent aurait inspiré les paroles de la chanson,,.
La date et le lieu de création du chant sont incertains, et de nombreuses variantes régionales existent. En 1941, le chant est réputé comme étant d'origine bretonne. Il est considéré comme un « authentique chant de la Royale » (marine royale française). Au XXIe siècle, il fait partie du répertoire des chansons militaires françaises.   
Ce chant est notamment publié par le commandant Armand Hayet en 1927, dans son ouvrage Chansons de Bord aux Éditions Eos.  

### Structure
Le chant est construit sur l'air d'une marche militaire préexistante et est utilisé comme chant de gaillard d'avant, c'est-à-dire une chanson entonnée lors des moments de détente entre les marins. Il compte six couplets de cinq vers dont les deux premiers vers sont répétés. Dans certaines interprétations traditionnelles, la chanson n'a pas de refrain et le refrain (« Buvons un coup ... ») est chanté comme dernier couplet.

### Gestuelle
Le refrain de la chanson est associé à une gestuelle particulière : « [chaque chanteur] crochète les bras de ses voisins avec les siens, de manière à former une chaîne humaine, puis à se balancer en cadence de gauche à droite afin de
reproduire [...] le tangage d’un navire ». Ce geste est lancé à la fin du deuxième couplet, avec la phrase « pour aller crocher à son bord ». Adeline Poussin rapporte que parmi les militaires, cette gestuelle est généralement initiée par un sous-officier âgé, entraînant avec lui tous les participants, des soldats aux plus hauts gradés.

## Mélodie
Le refrain se chante sur la même mélodie que le couplet.

## Paroles
Au trente-et-un du mois d’août (bis)

Nous vîmes venir sous l'vent à nous (bis)

Une frégate d’Angleterre

Qui fendait la mer et les flots

C’était pour attaquer Bordeaux !

Buvons un coup,

Buvons en deux,

À la santé des amoureux !

À la santé du Roi de France,

Et merde pour le roi d'Angleterre

Qui nous a déclaré la guerre !

Le commandant du bâtiment (bis)

Fit appeler son lieutenant (bis)

« Lieutenant te sens-tu capable,

Dis-moi te sens-tu-z-assez fort

Pour prendre l’Anglais à son bord ? »

Le lieutenant, fier-z-et hardi (bis)

Lui répondit : « Capitain’-oui (bis)

Faites branle-bas à l’équipage

Nous allons hisser pavillon

Qui rest’ra haut, nous le jurons ! »

Le maître donne un coup d'sifflet (bis)

En haut larguez les perroquets (bis)

Largue les ris et vent arrière

Laisse porter jusqu'à son bord,

Pour voir qui sera le plus fort ! »

Vire lof pour lof en arrivant (bis)

Je l’abordions par son avant (bis)

À coups de haches et de grenades,

De pics, de sabre et mousquetons,

En trois cinq sec je l’arrimions !

Que dira-t-on du grand rafiot (bis)

À Brest, à Londres, et à Bordeaux (bis)

Qu’a laissé prend’ son équipage

Par un corsaire de six canons

Lui qu’en avait trente et si bons !

### Variantes
Dans certaines variantes, la fin du deuxième couplet est « pour aller crocher à son bord ». Le nombre de canons du navire corsaire varie également (six, quinze dans certaines versions). Une autre version du premier couplet donne :

« Le trente et un du mois d’août

Nous aperçûmes, vent debout,

Une frégate d’Angleterre

Qui chargeait la mer et les flots !...

C’était pour aller à Breslau !  »

Pendant la Première Guerre mondiale, la chanson est modifiée par les soldats français et transposée au conflit :

« Buvons un coup, buvons en deux

À la santé des amoureux, 

À la santé des gars de France 

Et Merde pour le Kaiser, 

Qui nous a déclaré la guerre »

Une version paillarde de la chanson existe également, où il n'est plus question de combat naval, mais d'une île déserte où les marins ont de très nombreux rapports sexuels avec des jeunes femmes.

## Analyse
La chanson célèbre la victoire navale française contre un adversaire plus puissant (trente-six canons anglais contre six ou quinze sur le navire français). « En plus de célébrer la victoire, c’est également la supériorité tactique
du groupe qui est mise à l’honneur ». Les couplets font appel à un vocabulaire maritime précis (frégate, crocher, gabier, matelot, larguer les ris), tandis que le refrain n'est pas du tout lié à l'univers marin. La gestuelle associée au chant permet de renforcer la cohésion du groupe des chanteurs (en particulier chez les militaires), et facilite la mémorisation des paroles.
Cette chanson est aussi un exemple de chauvinisme. Les paroles du refrain, qui célèbrent le roi de France, sont devenues au XXIe siècle, selon Adeline Poussin, une référence générique à la nation française plutôt qu'à un régime en particulier : « [le refrain] contribue symboliquement à l’ancrage historique du groupe et à l’expression du dévouement de chacun de ses membres pour la nation, quel que soit le régime politique en
place ». Les paroles explicitent un lien entre les membres d'un groupe, dont les Anglais sont clairement exclus. L'insulte du souverain anglais (« et merde pour le roi d'Angleterre ») contribue en miroir à construire une image de la nation adverse « objet de toutes les détestations et haines ». Cette détestation reçoit une certaine justification par la phrase suivante « qui nous a déclaré la guerre ». Pour Philippe Hamon, cela est propre à de nombreux discours haineux qui ont besoin de se justifier pour se légitimer.
L'univers festif est présent dans le refrain, avec les paroles « buvons un coup » et « à la santé ». Le chant incite ainsi à boire du vin ou de l'alcool, de manière collective, pour célébrer la victoire : « le chant est associé à la victoire, signe de la fin du conflit et d’un retour à la paix,
dans le but de souder le groupe autour d’un esprit festif afin de parer aux diverses tensions générées par la vie communautaire ».

## Enregistrements
La chanson a été de multiples fois enregistrée, en particulier par :
- Marcel Nobla et sa bordée, 1955, Pathé, chansons de bord sous la direction d'Armand Hayet
- Les Quatre Barbus (1997)[21]
- Les Frères Jacques
- Bodh'aktan
- Les Marins d'Iroise[22]
- Jacques Yvart
- Simone Bartel